# Kamu vámpír
A Kamu vámpír (eredeti cím: Liar, Liar, Vampire) 2015-ben bemutatott amerikai–kanadai televíziós filmvígjáték, amelyet Adrian Vina forgatókönyvéből Vince Marcello rendezett. A főbb szerepekben Rahart Adams, Brec Bassinger és Tiera Skovbye látható.
Az Amerikai Egyesült Államokban 2015. október 12-én, Magyarországon 2016. február 28-án mutatta be a Nickelodeon.

## Cselekmény
Davis Pell le akarja nyűgözni az iskola népszerű lányát, így amikor a lány azt hiszi vámpír, belemegy a játékba, és vámpírnak tetteti magát. Ebben segítségére van iskolatársa, Vi, aki igazi vámpírszakértő.

## Szereplők
| Szereplő        | Színész             | Magyar hang        |
| --------------- | ------------------- | ------------------ |
| Davis Pell      | Rahart Adams        | Joó Gábor          |
| Vi              | Brec Bassinger      | Koller Virág       |
| Caitlyn Crisp   | Tiera Skovbye       | Csifó Dorina       |
| Bethany         | Larissa Albuquerque | Nagy Blanka        |
| Nem-Caitlyn     | Sarah Grey          | Laurinyecz Réka    |
| Beverly Pell    | Pauline Egan        | Kisfalvi Krisztina |
| Van Retten báró | Alex Zahara         | Potocsny Andor     |
| Ashton          | Samuel Patrick Chu  | Berkes Bence       |
| Rita            | Olivia Ryan Stern   | Kántor Kitty       |
| Bon             | Ty Wood             | Borbíró András     |
| Nindzsa         | Will Erichson       | Jánosi Ferenc      |
| Stuart          | Harrison MacDonald  | Czető Ádám         |
| Tanár           | Dan Zukovic         | Fehérváry Márton   |
| Cody            | Eric Bempong        | Penke Bence        |